# Segona missió militar francesa al Japó

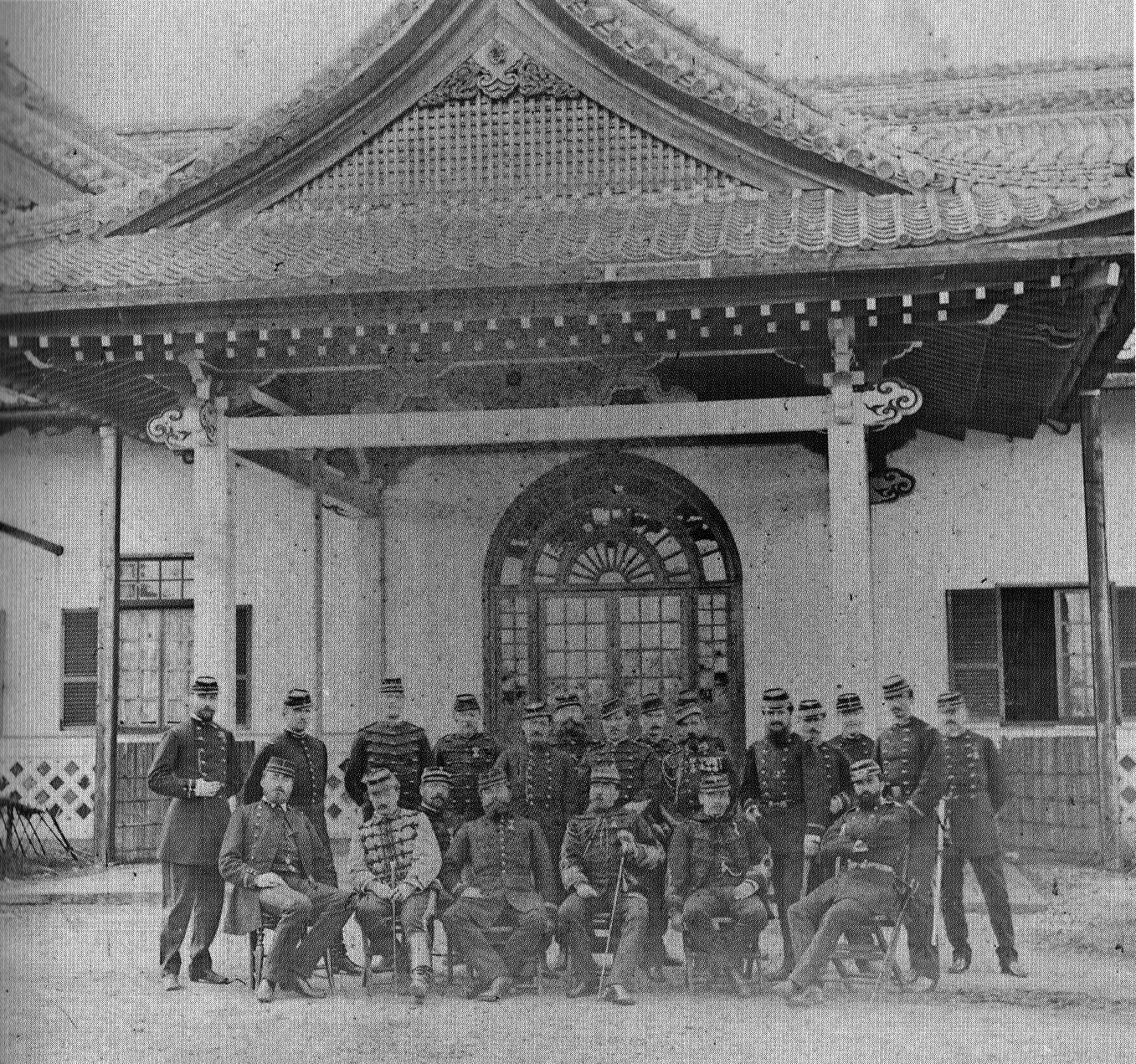
La segona missió militar francesa al Japó (1872-1880).

La segona missió militar francesa al Japó de 1872 a 1880, va ser una missió dels francesos per a assessorar en l'àmbit militar al Japó. Va seguir la primera missió militar francesa al Japó (1867-1868), que va acabar amb la Guerra Boshin i l'establiment de l'imperi de l'emperador Meiji.

## Antecedents
La formació d'una segona missió militar al Japó va ser més aviat una sorpresa, ja que la primera missió militar francesa s'havia aliat amb el Shogun Tokugawa Yoshinobu contra el govern de l'emperador Meiji durant la guerra Boshin. D'altra banda, França havia perdut part del seu prestigi militar, per la seva derrota a la guerra francoprussiana.
No obstant això, França encara conservava una mica d'atractiu per al Japó. Això va ser expressat pel ministre de Relacions Exteriors japonès Iwakura Tomomi durant la seva visita a França el 1873 (la missió Iwakura):
| «                                                                                       | El ministre de Relacions Exteriors del Mikado [Iwakura] li va dir al nostre representant després del nostre combat mortal contra Alemanya: «Coneixem els mals que la guerra ha infligit a França, però això no ha canviat en res en nostre parer sobre els mèrits de l'exèrcit francès, que va mostrar tant coratge contra tropes numèricament superiors». | » |
| — Revue des Deux Mondes (Mars - Avril 1973). «Le Japon depuis l'Abolition du Taïcounat» | |   |

## La missió

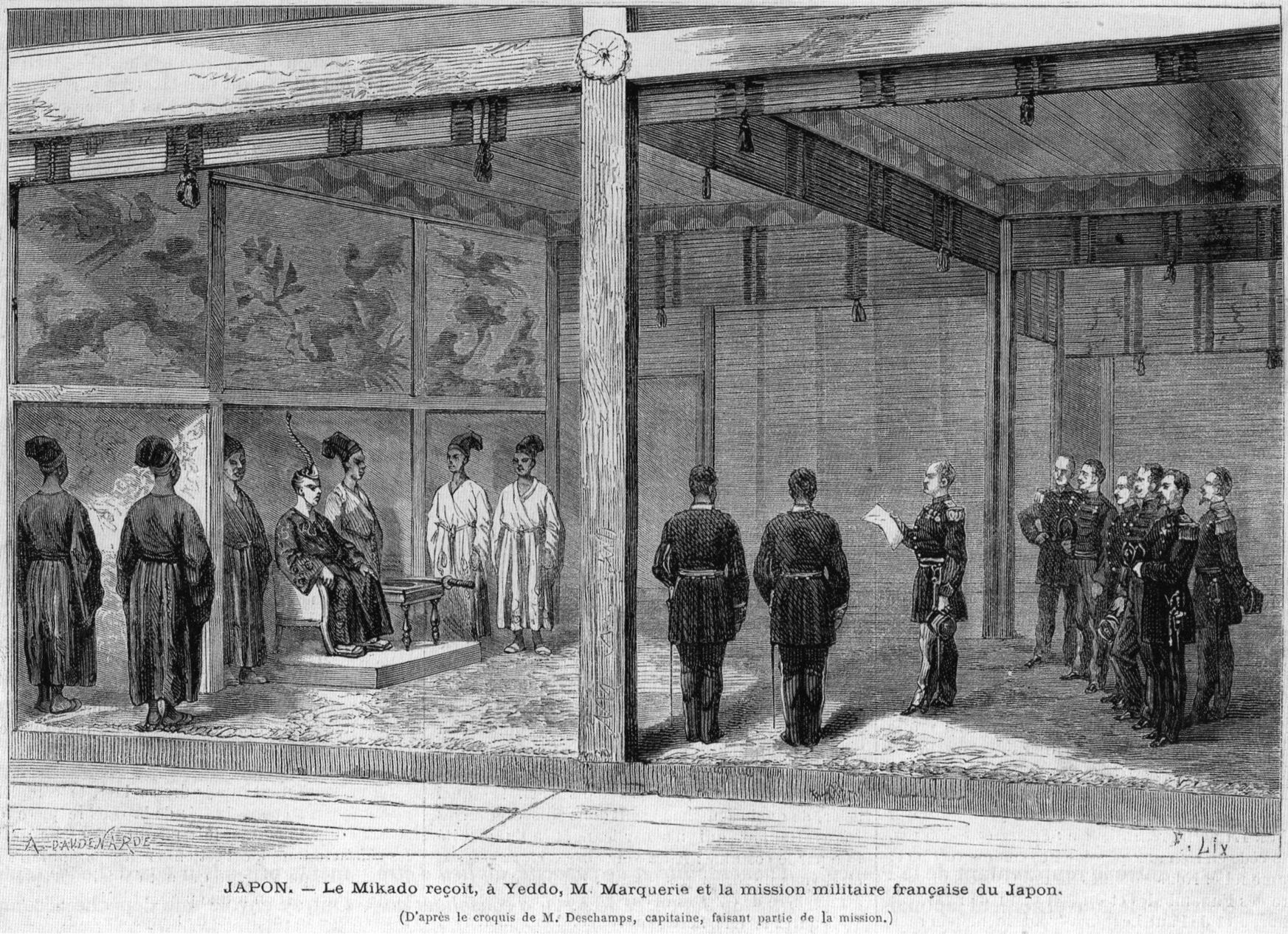
Rebuda per l'Emperador Meiji de la segona missió militar francesa al Japó, 1872.

La missió va arribar al Japó al maig de 1872, encapçalada pel tinent coronel Charles Antoine Marquerie (1824-1894). Més tard va ser substituït pel coronel Charles Claude Munier.
La missió va estar composta per noy oficials, catorze suboficials, un cap de música (Gustave Désiré Dragon), un veterinari, i dos artesans. Un membre famós de la missió va ser Louis Kreitmann (1851-1914), enginyer i capità de l'exèrcit («Capitaine du Génie»). Louis Kreitmann seria més tard director de la prestigiosa École Polytechnique. Kreitmann va fer prop de 500 fotografies, que ara es troben a l'Institut des Hautes Études Japonaises (Collège de France), París.
Els membres de la missió van ser contractats per tres anys, amb salaris mensuals de 150-400 iens (per fer una comparació, en aquell moment el sou del primer ministre japonès, era de 500 iens, i un mestre d'escola acabat de graduar rebia 5 iens mensuals).

## Activitats
L'objectiu de la missió era ajudar a reorganitzar l'Exèrcit Imperial Japonès, i establir el primer projecte de llei, promulgat el gener de 1873. La llei va establir el servei militar per a tots els homes amb una durada de tres anys i amb un període addicional de quatre anys a la reserva.
La missió francesa va ser especialment activa en l'Escola Militar d'Ueno per a suboficials. Entre 1872-1880 es van establir diverses escoles i establiments militars sota la direcció de la missió, incloent-hi:

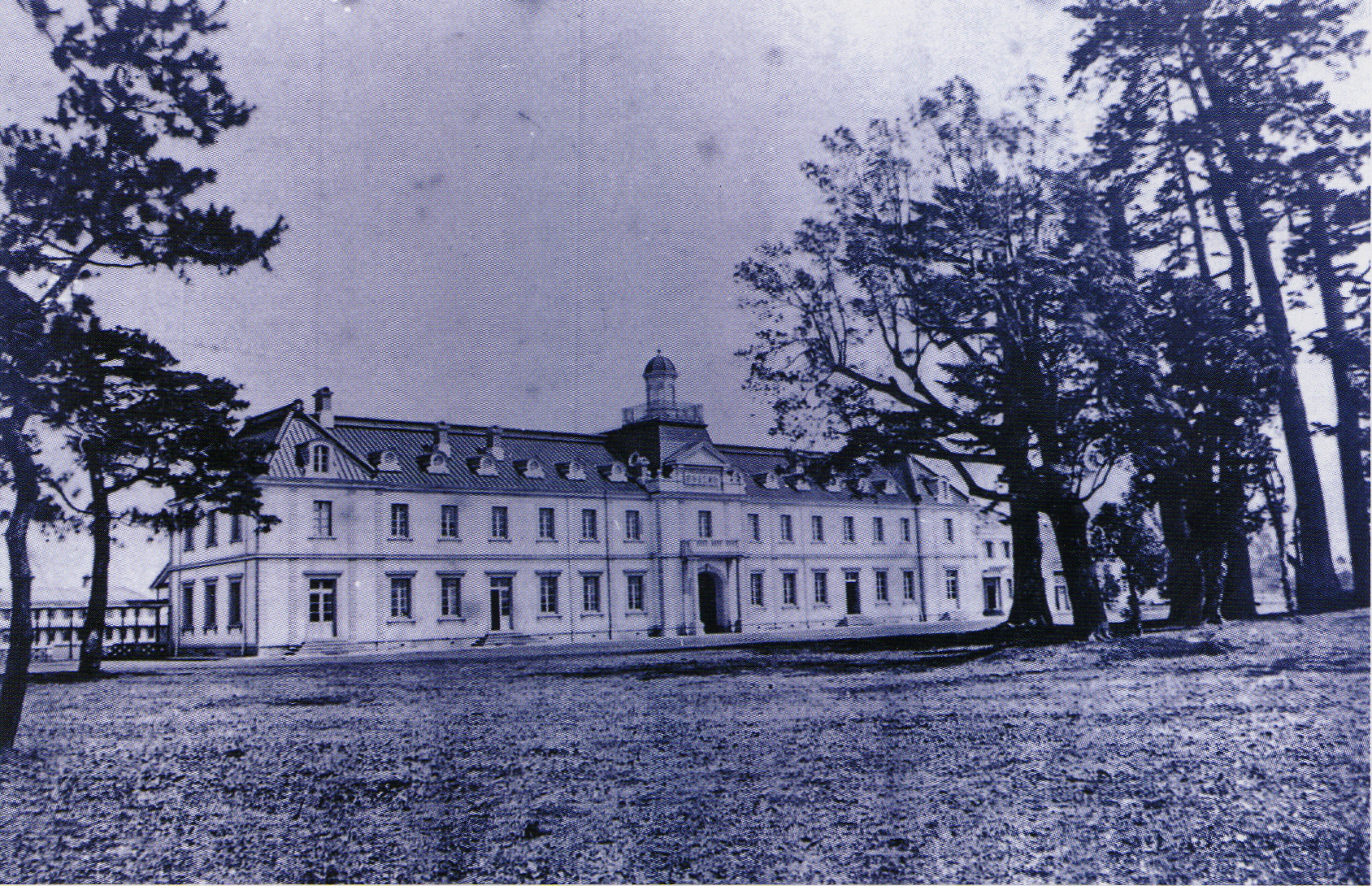
Acadèmia Militar de Ichigaya (市ヶ谷陸軍士官校), construïda per la segona missió militar francesa al Japó sobre els terrenys de l'actual Ministeri de Defensa del Japó (fotografia de 1874).

- Creació de la Toyama Gakko, la primera escola per a capacitar i educar oficials i suboficials.
- Una escola de tir, on s'utilitzaven rifles francesos.
- Un arsenal per a la fabricació d'armes i municions, equipada amb maquinària francesa, que donava feina a 2.500 treballadors.
- Bateries d'artilleria en els suburbis de Tòquio.
- Una fàbrica de pólvora.
- L'Acadèmia Militar per a oficials de l'Exèrcit a Ichigaya, inaugurada el 1875, en els terrenys de l'actual Ministeri de Defensa.

Entre 1874 i el final del seu mandat, la missió va estar a càrrec de la construcció de les defenses costaneres del Japó.
La missió va tenir lloc en un moment d'una tensa situació interna al Japó, amb la revolta de Saigō Takamori durant la rebel·lió de Satsuma, i va contribuir significativament a la modernització de les forces imperials abans del conflicte.
Alguns membres de la missió també es van esforçar a aprendre arts marcials japoneses: Villaret i Kiehl van ser membres del dojo de Sakakibara Kenkichi, un mestre de Jikishin Kage Ryu, una forma d'esgrima (Kenjutsu), pel que van ser uns dels primers estudiants occidentals d'arts marcials japoneses.

## Fets posteriors
Es va dur a terme una tercera missió militar francesa al Japó (1884-1889) amb cinc homes. Però Japó es va recolzar a Alemanya per a l'assessorament militar entre 1886 i 1889.
No obstant això, durant aquesta etapa França va guanyar considerable influència en l'Armada Imperial Japonesa a través del despatx de l'enginyer Louis-Émile Bertin, que va dirigir el disseny i la construcció de la primera armada moderna japonesa a gran escala a partir de 1886.

## Alguns altres membres de la missió

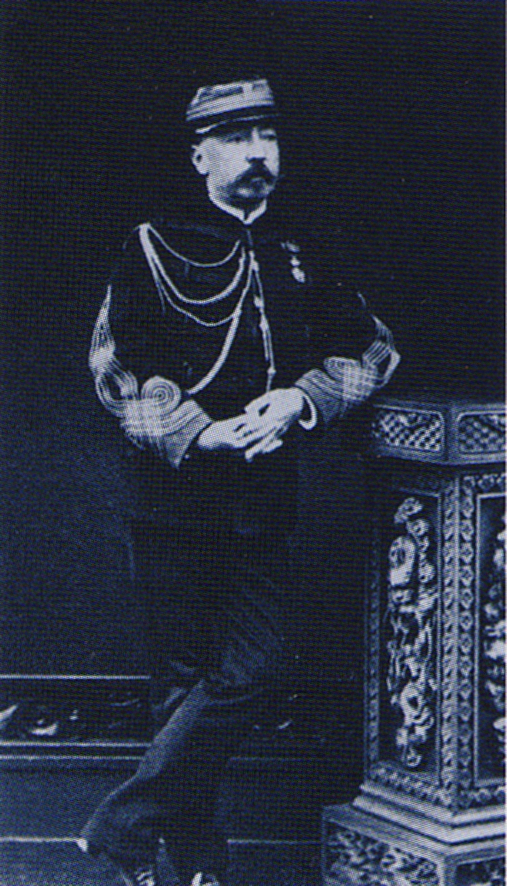
Coronel Munier, segon comandant de la segona missió militar francesa al Japó. Fotografia de 1874.

- Armand Pierre André Echemann (11 d'abril de 1872 - 18 de gener de 1875). Capità d'Infanteria (exercicis militars, tir, entrenament físic i teoria).
- Joseph Auguste Cros (11 d'abril de 1872 - 29 de febrer de 1876). Sotstinent d'Infanteria (exercicis militars, tir, entrenament físic i teoria).
- François Joseph Ducros (26 de maig - 10 d'abril de 1877). Sergent d'Infanteria (instrucció en entrenament físic).
- Alexandre Étienne Bouguin (29 d'octubre de 1875 - 31 de desembre de 1879). Tinent d'Infanteria (teoria de tir).
- Joseph Kiehl (27 de setembre de 1884 - 24 de juliol de 1887). Mestre d'armes i mariscal de logística (professor d'educació física i esgrima).
- Étienne de Villaret (29 d'octubre de 1884 - 28 octubre 1887). Tinent (estratègia, teoria i tècnica de tir).
- Henri Berthaut (contractat el 29 d'octubre de 1884). Tinent (administració de la missió, calendari dels cursos). Tornat a contractar el 29 octubre 1886.
- Henri Lefèbvre (25 de setembre de 1887 - 26 de gener de 1889). Capità d'Infanteria (estratègia, tir i teoria de l'exercici físic).